# Stăuceni
Stăuceni es una ciudad y pueblo de la República de Moldavia ubicada en el sector Rîșcani de la capital, Chisináu.
En 2004 el pueblo tiene 6204 habitantes, el 85,42% étnicamente moldavo-rumanos, el 6,74% ucranianos y el 5,43% rusos. La comuna, que incluye también la pedanía de Goianul Nou, sumaba en el censo de 2004 un total de 6833 habitantes.
Se conoce la existencia del pueblo desde mediados del siglo XIX. Aquí tiene su sede el Colegio Nacional de Viticultura y Vinificación de Chisináu.
Se ubica en la periferia septentrional de la ciudad, en la esquina suroriental del cruce de las carreteras M2 y M14.